# Communauté de communes de la Haute Saulx
La communauté de communes de la Haute Saulx est une ancienne communauté de communes française, située dans le département de la Meuse et la région Grand Est.
La communauté, dont le siège est à Montiers-sur-Saulx, a été créée le 1er janvier 1999.
Elle est dissoute le 31 décembre 2016 pour former la communauté de communes Haute Saulx et Perthois-Val d'Ornois avec la communauté de communes du Val d'Ornois et la communauté de communes de la Saulx et du Perthois.

## Composition
La communauté de communes regroupait 14 communes :
| Nom                        | Code Insee | Gentilé        | Superficie (km2) | Population (dernière pop. légale) | Densité (hab./km2) |
| -------------------------- | ---------- | -------------- | ---------------- | --------------------------------- | ------------------ |
| Montiers-sur-Saulx (siège) | 55348      | Monastériens   | 44,55            | 453 (2014)                        | 10                 |
| Biencourt-sur-Orge         | 55051      | Biencourtois   | 12,38            | 116 (2014)                        | 9,4                |
| Le Bouchon-sur-Saulx       | 55061      |                | 5,42             | 253 (2014)                        | 47                 |
| Brauvilliers               | 55075      |                | 9,26             | 157 (2014)                        | 17                 |
| Bure                       | 55087      |                | 18,39            | 82 (2014)                         | 4,5                |
| Couvertpuis                | 55133      |                | 8,87             | 89 (2014)                         | 10                 |
| Dammarie-sur-Saulx         | 55144      | Dammariotes    | 11,34            | 450 (2014)                        | 40                 |
| Fouchères-aux-Bois         | 55195      |                | 5,57             | 152 (2014)                        | 27                 |
| Hévilliers                 | 55246      |                | 10,60            | 130 (2014)                        | 12                 |
| Mandres-en-Barrois         | 55315      |                | 17,71            | 127 (2014)                        | 7,2                |
| Ménil-sur-Saulx            | 55335      |                | 12,03            | 278 (2014)                        | 23                 |
| Morley                     | 55359      |                | 24,75            | 208 (2014)                        | 8,4                |
| Ribeaucourt                | 55430      | Ribeaucourtois | 12,54            | 97 (2014)                         | 7,7                |
| Villers-le-Sec             | 55562      |                | 6,99             | 130 (2014)                        | 19                 |

## Administration
En 2014, le Conseil communautaire a été réduit de 28 à 16 délégués, dont 4 vice-président.
| Période                                  | Période       | Identité        | Étiquette | Qualité                            |
| ---------------------------------------- | ------------- | --------------- | --------- | ---------------------------------- |
| Les données manquantes sont à compléter. |               |                 |           |                                    |
|                                          | 18 avril 2014 | Francis Legrand |           | Maire de Couvertpuis (depuis 2001) |
| 18 avril 2014                            | En cours      | Michel Loisy    |           | Maire d'Hévilliers (depuis 2008)   |